# Resultados do Carnaval de Belo Horizonte em 2015
Resultados do Carnaval de Belo Horizonte em 2015.

## Escolas de samba
| Colocação | Escola                   | Pontos | Ref.  |
| --------- | ------------------------ | ------ | ----- |
| 1º        | Acadêmicos de Venda Nova | 199,1  | [ 1 ] |
| 2º        | Cidade Jardim            | 194,6  | [ 1 ] |
| 3º        | Canto da Alvorada        | 193,9  | [ 1 ] |
| 4º        | Estrela do Vale          | 188,6  | [ 1 ] |
| 5         | Imperavi de Ouros        | 174,1  | [ 1 ] |
| 6º        | Força Real               | 170,4  | [ 1 ] |

## Blocos caricatos
| Colocação | Escola                      | Pontos | Ref.  |
| --------- | --------------------------- | ------ | ----- |
| 1º        | Mulatos do Samba            | 98,1   | [ 1 ] |
| 2º        | Academia do Samba Por Acaso | 97,7   | [ 1 ] |
| 3º        | Estivadores do Havaí        | 97,6   | [ 1 ] |
| 4º        | Acadêmicos da Vila Estrela  | 97     | [ 1 ] |
| 5º        | Inocentes de Santa Tereza   | 94,5   | [ 1 ] |
| 6º        | Aflitos do Anchieta         | 91,2   | [ 1 ] |
| 7º        | Bacharéis do Samba          | 91     | [ 1 ] |
| 8º        | Infiltrados de Santa Tereza | 88,1   | [ 1 ] |
| 9º        | Corsários do Samba          | 83     | [ 1 ] |